# Nati nel 1923/Marzo
| Questa pagina contiene informazioni ricavate automaticamente dalle voci biografiche con l'ausilio del template Bio e di un bot. L'aggiornamento è periodico e automatico e ricostruisce completamente la pagina. Se manca una persona in questa lista, sei pregato di non aggiungerla, ma accertati piuttosto che la sua voce biografica contenga il template Bio e che i dati anagrafici siano correttamente compilati. Se il template Bio manca, inseriscilo tu stesso o, in alternativa, metti l'avviso {{tmp\|Bio}} che ne segnala la mancanza. Se i dati riportati sono sbagliati, correggi direttamente la voce biografica; le modifiche saranno visibili in questa lista entro pochi giorni. Per chiarimenti vedi il progetto biografie. La lista contiene solo le 208 persone che sono citate nell'enciclopedia e per le quali è stato implementato correttamente il template Bio. Pagina aggiornata al 18 ago 2025. |

- 1º marzo - Albino Alverà, sciatore alpino e alpinista italiano († 2004)
- 1º marzo - Emilio Carton, calciatore italiano
- 1º marzo - Vladimir Natanovič Gel'fand, scrittore ucraino († 1983)
- 1º marzo - Proferio Grossi, pittore italiano († 2000)
- 1º marzo - Antonio Ivaldi, calciatore italiano († 1998)
- 1º marzo - Sergio Stanzani, politico e attivista italiano († 2013)
- 1º marzo - Luigino Tessaro, calciatore italiano
- 1º marzo - Bruno Zanettin, geologo e esploratore italiano († 2013)
- 2 marzo - Delio Bonazzi, politico italiano († 2001)
- 2 marzo - Basil Hume, cardinale e arcivescovo cattolico britannico († 1999)
- 2 marzo - Orrin Keepnews, produttore discografico e paroliere statunitense († 2015)
- 2 marzo - Robert Michel, politico e militare statunitense († 2017)
- 2 marzo - Hussain Montassir, cestista egiziano († 1992)
- 2 marzo - Masao Ōno, calciatore giapponese († 2001)
- 2 marzo - Lawrence Rainey, funzionario statunitense († 2002)
- 3 marzo - Iosif Florianovič Gejl’man, educatore e scrittore sovietico († 2010)
- 3 marzo - Tamara Nikolaevna Lisician, regista sovietica († 2009)
- 3 marzo - Marcello Martana, attore e cabarettista italiano († 1992)
- 3 marzo - Barney Martin, attore statunitense († 2005)
- 3 marzo - Meghraji III, principe e politico indiano († 2010)
- 3 marzo - Luciana Novaro, ballerina, coreografa e regista teatrale italiana († 2021)
- 3 marzo - Marino Pascoli, giornalista e partigiano italiano († 1948)
- 3 marzo - Doc Watson, cantautore e chitarrista statunitense († 2012)
- 4 marzo - An Byeong-seok, cestista sudcoreano († 1984)
- 4 marzo - Patrick Moore, astronomo inglese († 2012)
- 4 marzo - Francesco Candioto, politico italiano († 1998)
- 4 marzo - Piero D'Inzeo, cavaliere italiano († 2014)
- 4 marzo - Eugenio Jannelli, politico e medico italiano († 2005)
- 4 marzo - Willie Johnson, chitarrista statunitense († 1995)
- 4 marzo - Manuel Álvarez Ortega, poeta, scrittore e traduttore spagnolo († 2014)
- 5 marzo - Sergej Fëdorovič Achromeev, generale e politico sovietico († 1991)
- 5 marzo - Andrea Aureli, attore italiano († 2007)
- 5 marzo - AG Fronzoni, designer e educatore italiano († 2002)
- 5 marzo - Adolf Huber, allenatore di calcio e calciatore austriaco († 1994)
- 5 marzo - Benito Jacovitti, fumettista italiano († 1997)
- 5 marzo - Lydia MacDonald, cantante britannica († 1998)
- 5 marzo - Juan José Mencía, calciatore spagnolo († 2012)
- 5 marzo - Luciano Nicolini, calciatore italiano († 1992)
- 5 marzo - Carlo Riccardi, pittore italiano († 2012)
- 6 marzo - Ferruccio Barreca, archeologo italiano († 1986)
- 6 marzo - Erhard Karkoschka, compositore tedesco († 2009)
- 6 marzo - Heinz-Günther Lehmann, nuotatore tedesco occidentale († 2006)
- 6 marzo - Herman Leonard, fotografo statunitense († 2010)
- 6 marzo - Ed McMahon, attore e conduttore televisivo statunitense († 2009)
- 6 marzo - Wes Montgomery, chitarrista e compositore statunitense († 1968)
- 7 marzo - Elio Assirelli, politico italiano († 2009)
- 7 marzo - Jack Mezirow, sociologo statunitense († 2014)
- 8 marzo - Elena Clementelli, poetessa, critica letteraria e traduttrice italiana († 2019)
- 8 marzo - Booth Colman, attore statunitense († 2014)
- 8 marzo - Atilio Cremaschi, calciatore cileno († 2007)
- 8 marzo - Oreste Del Buono, scrittore, giornalista e traduttore italiano († 2003)
- 8 marzo - José María Forqué, regista e sceneggiatore spagnolo († 1995)
- 8 marzo - Walter Jens, scrittore tedesco († 2013)
- 8 marzo - Tony Rudd, dirigente sportivo, ingegnere e progettista britannico († 2003)
- 8 marzo - Sergej Šapošnikov, calciatore e allenatore di calcio sovietico († 2021)
- 9 marzo - Luigi Callegari, militare e partigiano italiano († 1944)
- 9 marzo - Fielder Cook, regista, produttore televisivo e sceneggiatore statunitense († 2003)
- 9 marzo - André Courrèges, stilista francese († 2016)
- 9 marzo - Walter Kohn, fisico austriaco († 2016)
- 9 marzo - Augusto Magli, calciatore italiano († 1998)
- 9 marzo - Efrem Milanese, calciatore italiano († 2011)
- 9 marzo - Eustace Mullins, scrittore e saggista statunitense († 2010)
- 9 marzo - Nicola Zaccaria, basso greco († 2007)
- 10 marzo - Bulbs Ehlers, cestista, giocatore di baseball e allenatore di pallacanestro statunitense († 2013)
- 10 marzo - Eugenio Fassino, partigiano italiano († 1966)
- 10 marzo - Val Fitch, fisico statunitense († 2015)
- 10 marzo - Dolores Fuller, attrice e cantautrice statunitense († 2011)
- 10 marzo - Hans Riegel, imprenditore tedesco († 2013)
- 10 marzo - Mario Schimberni, imprenditore e dirigente d'azienda italiano († 2001)
- 10 marzo - Jakov Aleksandrovič Segel', regista sovietico († 1995)
- 10 marzo - Torgeir Torgersen, calciatore norvegese († 2001)
- 11 marzo - Agatha Barbara, politica maltese († 2002)
- 11 marzo - Louise Brough, tennista statunitense († 2014)
- 11 marzo - Giovanna Cau, avvocata italiana († 2020)
- 11 marzo - Horst Fügner, pilota motociclistico tedesco († 2014)
- 11 marzo - Guelfo Enrico di Hannover, principe tedesco († 1997)
- 11 marzo - Robert Muller, filosofo e politico belga († 2010)
- 11 marzo - Paul Müller, attore svizzero († 2016)
- 11 marzo - Alberico Sala, scrittore, poeta e critico d'arte italiano († 1991)
- 11 marzo - Fedor Kuz'mic Suskov, scultore, pittore e architetto russo († 2006)
- 11 marzo - Alice von Hildebrand, filosofa e teologa belga († 2022)
- 12 marzo - Hjalmar Andersen, pattinatore di velocità su ghiaccio norvegese († 2013)
- 12 marzo - Ugo Attardi, pittore, scultore e scrittore italiano († 2006)
- 12 marzo - Kleggie Hermsen, cestista statunitense († 1994)
- 12 marzo - Helen Parrish, attrice statunitense († 1959)
- 12 marzo - Walter Schirra, astronauta statunitense († 2007)
- 12 marzo - Vladek Sheybal, attore polacco († 1992)
- 12 marzo - Michele Dicran Sirinian, ingegnere e militare italiano († 2003)
- 12 marzo - Mae Young, wrestler statunitense († 2014)
- 13 marzo - Angelo Pannacciò, regista, sceneggiatore e produttore cinematografico italiano († 2001)
- 13 marzo - Vito Rosaspina, politico e partigiano italiano († 2018)
- 13 marzo - Gino Vaghini, calciatore italiano († 2003)
- 14 marzo - Diane Arbus, fotografa statunitense († 1971)
- 14 marzo - Darrell Brown, cestista statunitense († 1990)
- 14 marzo - Bob Fitzgerald, cestista statunitense († 1983)
- 14 marzo - Arthur H. Lefebvre, ingegnere britannico († 2003)
- 14 marzo - Gino Mattera, tenore e attore italiano († 1960)
- 14 marzo - Mario Motta, scrittore italiano († 2013)
- 14 marzo - Antonio Toldo, fumettista italiano († 2018)
- 15 marzo - Jean Bollack, filosofo, filologo e storico della filosofia francese († 2012)
- 15 marzo - Cor Braasem, pallanuotista e allenatore di pallanuoto olandese († 2009)
- 15 marzo - Natale Dalcerri, calciatore italiano
- 15 marzo - Willy Semmelrogge, attore e regista tedesco († 1984)
- 16 marzo - Sergiu Cunescu, politico rumeno († 2005)
- 16 marzo - Robert Lafont, scrittore, linguista e politologo francese († 2009)
- 17 marzo - Giuseppe Abbamonte, giurista italiano († 2016)
- 17 marzo - Antonio Bacchetti, allenatore di calcio e calciatore italiano († 1979)
- 17 marzo - Gianfranco Fineschi, medico e botanico italiano († 2010)
- 17 marzo - Franco Marchi, calciatore italiano († 2009)
- 17 marzo - Girolamo Mechelli, politico italiano († 1986)
- 18 marzo - Urbano Aletti, politico e banchiere italiano († 2019)
- 18 marzo - Andy Granatelli, imprenditore e dirigente sportivo statunitense († 2013)
- 18 marzo - Alberto Isaac, nuotatore, regista e sceneggiatore messicano († 1998)
- 18 marzo - Hedy Schlunegger, sciatrice alpina svizzera († 2003)
- 19 marzo - Pamela Britton, attrice statunitense († 1974)
- 19 marzo - Serse Coppi, ciclista su strada italiano († 1951)
- 19 marzo - Maria Romana Catti De Gasperi, saggista, politica e partigiana italiana († 2022)
- 19 marzo - Oskar Fischer, politico tedesco-orientale († 2020)
- 19 marzo - Jannie Hoskins, attrice statunitense († 1996)
- 19 marzo - Murray Mitchell, cestista e allenatore di pallacanestro statunitense († 2013)
- 19 marzo - Henry Morgentaler, medico e attivista polacco († 2013)
- 19 marzo - Giuseppe Rotunno, direttore della fotografia italiano († 2021)
- 20 marzo - Dino Bonsanti, allenatore di calcio e dirigente sportivo italiano († 1997)
- 20 marzo - Aldo Jacovitti, politico italiano († 2016)
- 20 marzo - Con Martin, calciatore irlandese († 2013)
- 21 marzo - Albert Allen Bartlett, docente e fisico statunitense († 2013)
- 21 marzo - Louis-Edmond Hamelin, geografo canadese († 2020)
- 21 marzo - Guido Klein, calciatore e allenatore di calcio italiano
- 21 marzo - César López Fretes, allenatore di calcio e calciatore paraguaiano († 2001)
- 21 marzo - Gino Mattiussi, partigiano italiano († 1990)
- 21 marzo - Peter Pratt, attore e cantante britannico († 1995)
- 21 marzo - Nizar Qabbani, diplomatico, poeta e editore siriano († 1998)
- 21 marzo - Shri Mataji Nirmala Devi, attivista indiana († 2011)
- 21 marzo - Sandro Tuminelli, attore, doppiatore e direttore del doppiaggio italiano († 2011)
- 22 marzo - Ahmed Asmat Abdel-Meguid, diplomatico egiziano († 2013)
- 22 marzo - Walter Belardi, glottologo e linguista italiano († 2008)
- 22 marzo - Luciano Cavaleri, calciatore italiano († 2003)
- 22 marzo - Renato Cebrelli, politico italiano († 1993)
- 22 marzo - José Comblin, presbitero, teologo e scrittore belga († 2011)
- 22 marzo - Carmen Filpi, attore statunitense († 2003)
- 22 marzo - Käte Jaenicke, attrice tedesca († 2002)
- 22 marzo - Marcel Marceau, attore teatrale e mimo francese († 2007)
- 23 marzo - Ralph Giordano, scrittore e pubblicista tedesco († 2014)
- 23 marzo - Dīmītrios Iōannidīs, generale greco († 2010)
- 23 marzo - Nicola Lettieri, politico italiano († 2004)
- 23 marzo - Gunnar Nilsson, pugile svedese († 2005)
- 23 marzo - Giuseppe Panza, collezionista d'arte italiano († 2010)
- 23 marzo - Michail Perl'man, ginnasta sovietico († 2002)
- 23 marzo - Aurelio Romeo, chimico italiano († 2017)
- 23 marzo - Kedar Shah, pallanuotista indiano
- 23 marzo - Carlo Todros, antifascista e superstite dell'Olocausto italiano († 2002)
- 23 marzo - Arnie Weinmeister, giocatore di football americano canadese († 2000)
- 24 marzo - Roger Anger, architetto francese († 2008)
- 24 marzo - Valentino Bortoloso, partigiano italiano
- 24 marzo - Pak Flohr, sportivo indonesiano († 1998)
- 24 marzo - Francesco Guidolin, sindacalista e politico italiano († 2016)
- 24 marzo - Murray Hamilton, attore statunitense († 1986)
- 24 marzo - Brian Naylor, pilota automobilistico britannico († 1989)
- 24 marzo - Wim van der Voort, pattinatore di velocità su ghiaccio olandese († 2016)
- 25 marzo - Maria Bartolotti, partigiana italiana († 1972)
- 25 marzo - Mario Brega, attore italiano († 1994)
- 25 marzo - Bonnie Guitar, cantautrice, musicista e produttrice discografica statunitense († 2019)
- 25 marzo - Wim van Est, ciclista su strada e pistard olandese († 2003)
- 25 marzo - Ireneo García Alonso, vescovo cattolico spagnolo († 2012)
- 25 marzo - Herbert Klein, nuotatore tedesco († 2001)
- 25 marzo - John Poppitt, calciatore inglese († 2014)
- 25 marzo - Leandro Puccetti, partigiano italiano († 1944)
- 25 marzo - Stefano Vetrano, politico e sindacalista italiano († 2018)
- 25 marzo - Antonio Vidal, calciatore spagnolo († 1999)
- 25 marzo - D.C. Wilcutt, cestista e allenatore di pallacanestro statunitense († 2015)
- 26 marzo - Cesare Campart, politico italiano († 2015)
- 26 marzo - Romolo Catasta, canottiere italiano († 1985)
- 26 marzo - Taha El-Gamal, nuotatore e pallanuotista egiziano († 1956)
- 26 marzo - Bob Elliott, attore e comico statunitense († 2016)
- 26 marzo - Elizabeth Jane Howard, scrittrice britannica († 2014)
- 26 marzo - Jim Johnson, calciatore inglese († 1987)
- 26 marzo - Renzo Marignano, attore cinematografico italiano († 1987)
- 26 marzo - Pier Carlo Masini, politico, giornalista e storico italiano († 1998)
- 26 marzo - Renzo Suriani, operaio italiano († 1945)
- 26 marzo - István Timár-Geng, cestista ungherese († 1999)
- 27 marzo - Giuliano De Laurentiis, politico italiano († 1973)
- 27 marzo - Shūsaku Endō, scrittore giapponese († 1996)
- 27 marzo - Gennadij Judin, attore sovietico († 1989)
- 27 marzo - Sacit Seldüz, cestista, allenatore di pallacanestro e pallavolista turco († 2018)
- 27 marzo - Lorenzo Semple Jr., sceneggiatore e drammaturgo statunitense († 2014)
- 27 marzo - Louis Simpson, poeta giamaicano († 2012)
- 27 marzo - Don Tosti, musicista, compositore e violoncellista statunitense († 2004)
- 28 marzo - Israel Nathan Herstein, matematico polacco († 1988)
- 28 marzo - Thad Jones, trombettista e compositore statunitense († 1986)
- 28 marzo - Ine Schäffer, pesista e discobola austriaca († 2009)
- 28 marzo - Tadeusz Ulatowski, cestista e allenatore di pallacanestro polacco († 2012)
- 28 marzo - René Vuaillat, progettista francese († 1992)
- 29 marzo - Geoffrey Ashe, scrittore e storico britannico († 2022)
- 29 marzo - Giovanni Calveri, calciatore italiano († 1986)
- 29 marzo - Hernán Carrasco Vivanco, allenatore di calcio cileno († 2023)
- 29 marzo - Julius Depaoli, pallanuotista austriaco († 2012)
- 29 marzo - Geoff Duke, pilota motociclistico britannico († 2015)
- 29 marzo - Thomas Adeoye Lambo, psichiatra nigeriano († 2004)
- 29 marzo - Li Shijun, esperantista cinese († 2012)
- 29 marzo - Marcel Navarro, editore e fumettista francese († 2004)
- 29 marzo - Beatrice Solinas Donghi, scrittrice e saggista italiana († 2015)
- 30 marzo - Bruno Mozzambani, calciatore italiano († 1974)
- 30 marzo - Francesco Pignatone, politico italiano († 2006)
- 30 marzo - Fernand Schammel, calciatore lussemburghese († 1961)
- 31 marzo - Don Barksdale, cestista statunitense († 1993)
- 31 marzo - Armando Bonato, fumettista italiano († 1991)
- 31 marzo - Shoshana Damari, cantante e attrice israeliana († 2006)
- 31 marzo - Antonio Ubieto Arteta, storico e filologo spagnolo († 1990)